# L'Homme au pousse-pousse (film, 1943)
Pour les articles homonymes, voir L'Homme au pousse-pousse.
Pour plus de détails, voir Fiche technique et Distribution.
L'Homme au pousse-pousse (無法松の一生, Muhōmatsu no isshō) est un film japonais réalisé par Hiroshi Inagaki, sorti en 1943.

## Synopsis
Japon, 1905. Matsugoro est un pauvre conducteur de pousse-pousse. Sa vivacité d'esprit et son tempérament optimiste en font une personne appréciée des habitants de sa ville. Un jour, Matsu se porte au secours d'un garçon blessé, Toshio. Les parents, Kotaro et Yoshioko, louent ses services pour transporter le garçon chez le médecin et le ramener. Matsu se prend d'affection pour cette famille. Quand le père de Toshio meurt, Matsu devient comme un père de remplacement pour le garçon, qu'il contribue à élever. Il tombe secrètement amoureux de Yoshioko, mais est conscient qu'il y a un fossé de classe entre eux. Matsu pense qu'il ne sera jamais qu'un conducteur de pousse-pousse pour elle et son fils.

## Fiche technique
- Titre : L'Homme au pousse-pousse
- Titre original : 無法松の一生 (Muhōmatsu no isshō?)
- Réalisation : Hiroshi Inagaki

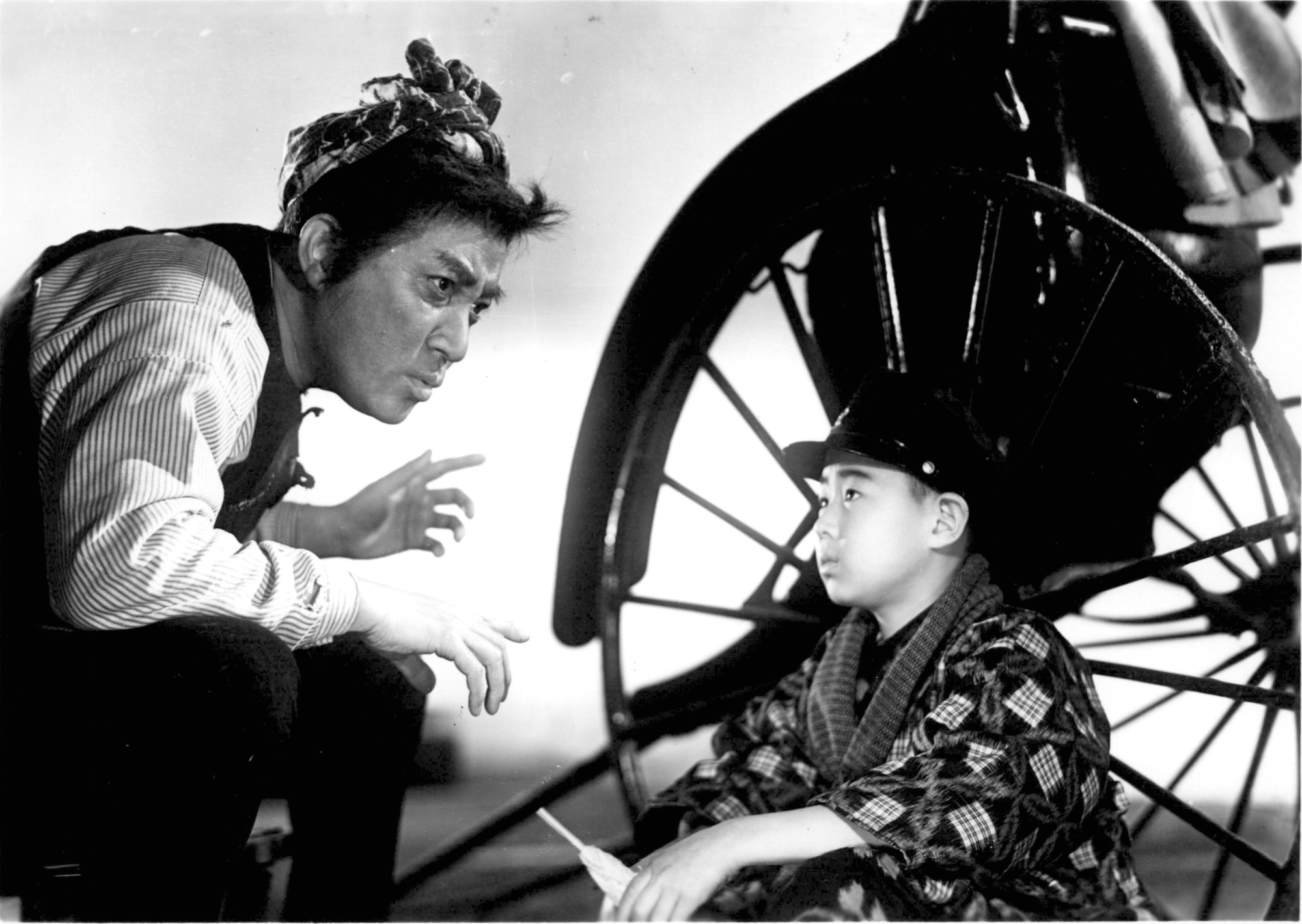
Tsumasaburō Bandō et Hiroyuki Nagato.

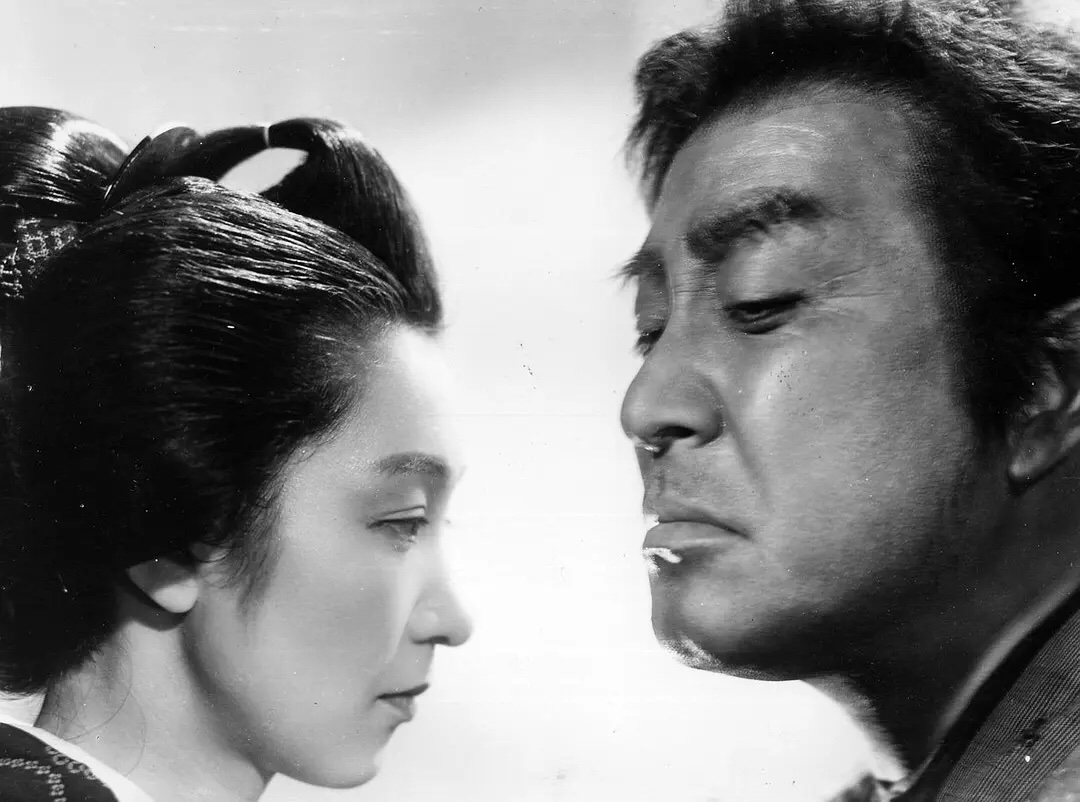
Keiko Sonoi et Tsumasaburō Bandō.

- Scénario : Mansaku Itami, d'après le roman « Matsugoro » de Shunsaku Iwashita (ja)
- Photographie : Kazuo Miyagawa
- Montage : Shigeo Nishida
- Musique : Gorō Nishi
- Société de production : Daiei
- Pays de production :  Empire du Japon
- Langue originale : japonais
- Format : noir et blanc — 1.37:1 — 35 mm — son mono
- Genre : comédie dramatique
- Durée : 80 minutes (métrage : dix bobines - 2 817 m[1])
- Date de sortie :
  - Empire du Japon : 28 octobre 1943[1]

## Distribution
- Tsumasaburō Bandō : Matsugoro
- Keiko Sonoi (ja) : Yoshiko Yoshioka
- Yasushi Nagata : capitaine Kotaro Yoshioka
- Kamon Kawamura : Toshio jeune adulte
- Hiroyuki Nagato : Toshio enfant
- Ryūnosuke Tsukigata
- Kyōji Sugi

## Autres versions
Plusieurs versions de ce film ont vu le jour :
- 1958 : L'Homme au pousse-pousse (無法松の一生, Muhōmatsu no isshō?) de Hiroshi Inagaki avec Toshirō Mifune dans le rôle de Matsugoro[2] ;
- 1964 : L'Homme au pousse-pousse (無法松の一生, Muhōmatsu no isshō?) de Shinji Murayama avec Rentarō Mikuni dans le rôle de Matsugoro[3] ;
- 1965 : L'Homme au pousse-pousse (無法松の一生, Muhōmatsu no isshō?) de Kenji Misumi avec Shintarō Katsu dans le rôle de Matsugoro[4].